# Telmatobius cirrhacelis
Telmatobius cirrhacelis és una espècie de granota que viu a l'Equador.
Està amenaçada d'extinció per la pèrdua del seu hàbitat natural.